# Isthmiade macilenta
Isthmiade macilenta är en skalbaggsart som beskrevs av Bates 1873. Isthmiade macilenta ingår i släktet Isthmiade och familjen långhorningar.
Artens utbredningsområde är Uruguay. Inga underarter finns listade i Catalogue of Life.